# Pieter van Avont

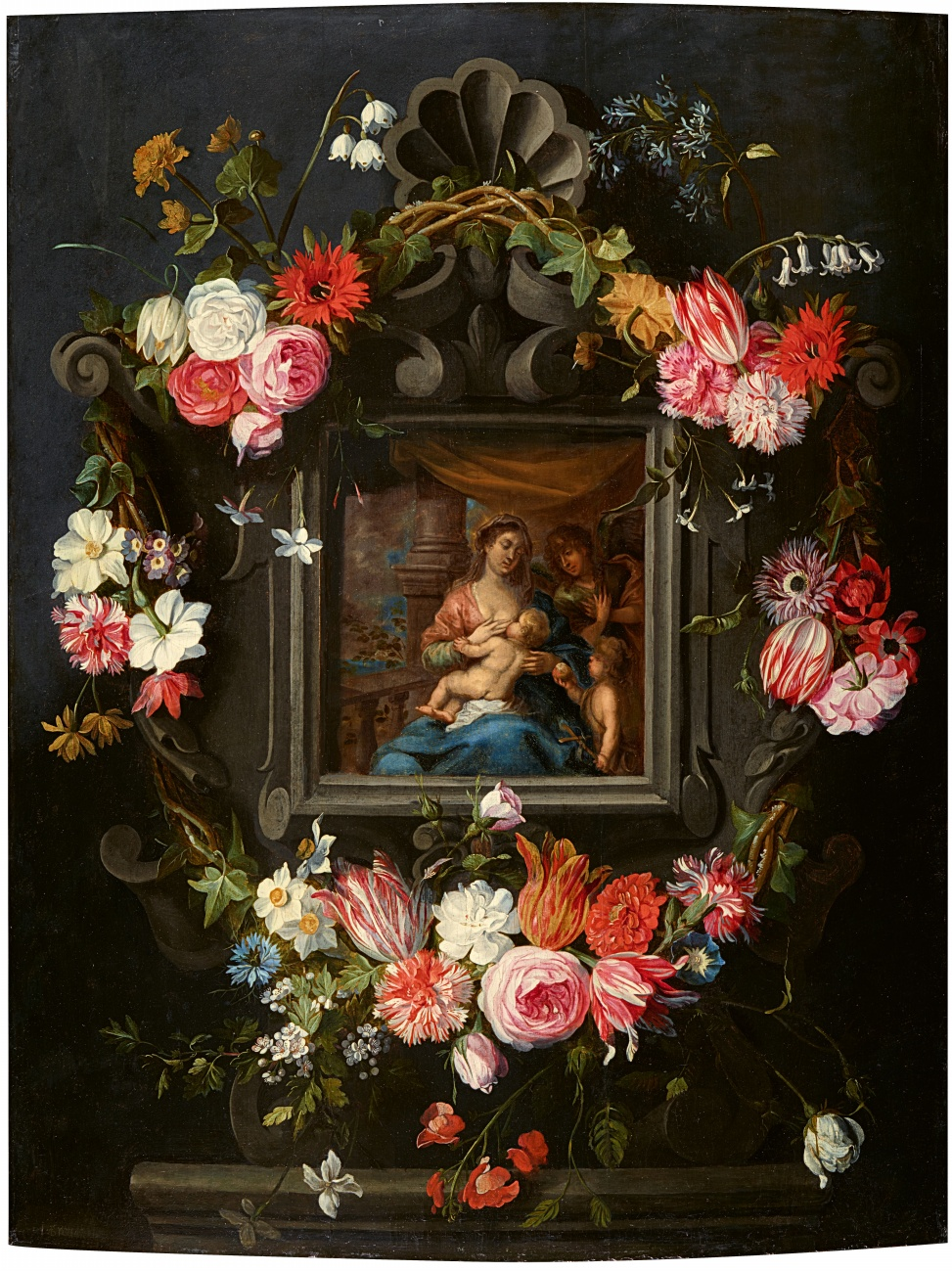
Sacra famiglia tra ghirlande di fiori, con Jan Bruegel il Giovane

Pieter van Avont (Mechelen, gennaio 1600 – Deurne, 1º novembre 1652) è stato un pittore e incisore fiammingo.

## Biografia
Dal 1622/1623 fu maestro indipendente iscritto alla gilda di San Luca di Anversa. Fu pittore specializzato in ritratti, soggetti religiosi e storici, nonché copie da maestri più celebri, come Rubens e Van Dyck. Cooperò spesso con altri artisti, quali Jan Brueghel il Vecchio, David Vinckboons, Lucas van Uden, Jan Wildens e Jacques d'Arthois, per i quali provvide le figure, cioè alla pitture dei personaggi facenti da scala di comparazione delle dimensioni nei paesaggi.